# لوري سانشيز
لوري سانشيز (بالإنجليزية: Lawrie Sanchez)‏ هو مدرب كرة قدم ولاعب كرة قدم بريطاني في مركز الوسط، ولد في 22 أكتوبر 1959 في ريدنغ في المملكة المتحدة. شارك مع منتخب أيرلندا الشمالية لكرة القدم. أما مع النوادي، فقد لعب مع سويندون تاون ونادي ريدنغ ونادي سليغو روفرز ونادي ويمبلدون.

## وصلات خارجية
- لوري سانشيز على موقع قاعدة بيانات كرة القدم.إي يو (الإنجليزية)
- لوري سانشيز على موقع ناشيونال فوتبول تيمز (الإنجليزية)
- لوري سانشيز على موقع Soccerbase.com (مدرب) (الإنجليزية)
- لوري سانشيز على موقع عالم كرة القدم.نت (الإنجليزية)
- لوري سانشيز على موقع IMDb (الإنجليزية)